# Lauris
Lauris település Franciaországban, Vaucluse megyében. Lakosainak száma 3929 fő (2022. január 1.). Lauris La Roque-d'Anthéron, Bonnieux, Puget és Puyvert községekkel határos.

## Népesség
A település népességének változása:
| Lakosok száma | 3785 | 3789 | 3886 | 3856 | 3867 | 3879 | 3890 | 3896 | 3929 |
|               | 2013 | 2015 | 2016 | 2017 | 2018 | 2019 | 2020 | 2021 | 2022 |